# Варвата
Варвата (рум. Varvata) — село у повіті Сучава в Румунії. Входить до складу комуни Пиртештій-де-Жос.
Село розташоване на відстані 353 км на північ від Бухареста, 19 км на захід від Сучави, 129 км на північний захід від Ясс.

## Населення
За даними перепису населення 2002 року у селі проживали 56 осіб, з них 55 осіб (98,2%) румунів. Рідною мовою 55 осіб (98,2%) назвали румунську.